# Мельники (Львовская область)
Мельники (укр. Мельники) — село в Яворовской городской общине Яворовского района Львовской области Украины.
Население по переписи 2001 года составляло 140 человек. Занимает площадь 0,292 км². Почтовый индекс — 81037. Телефонный код — 3259.